# Fernstraßen auf Mauritius

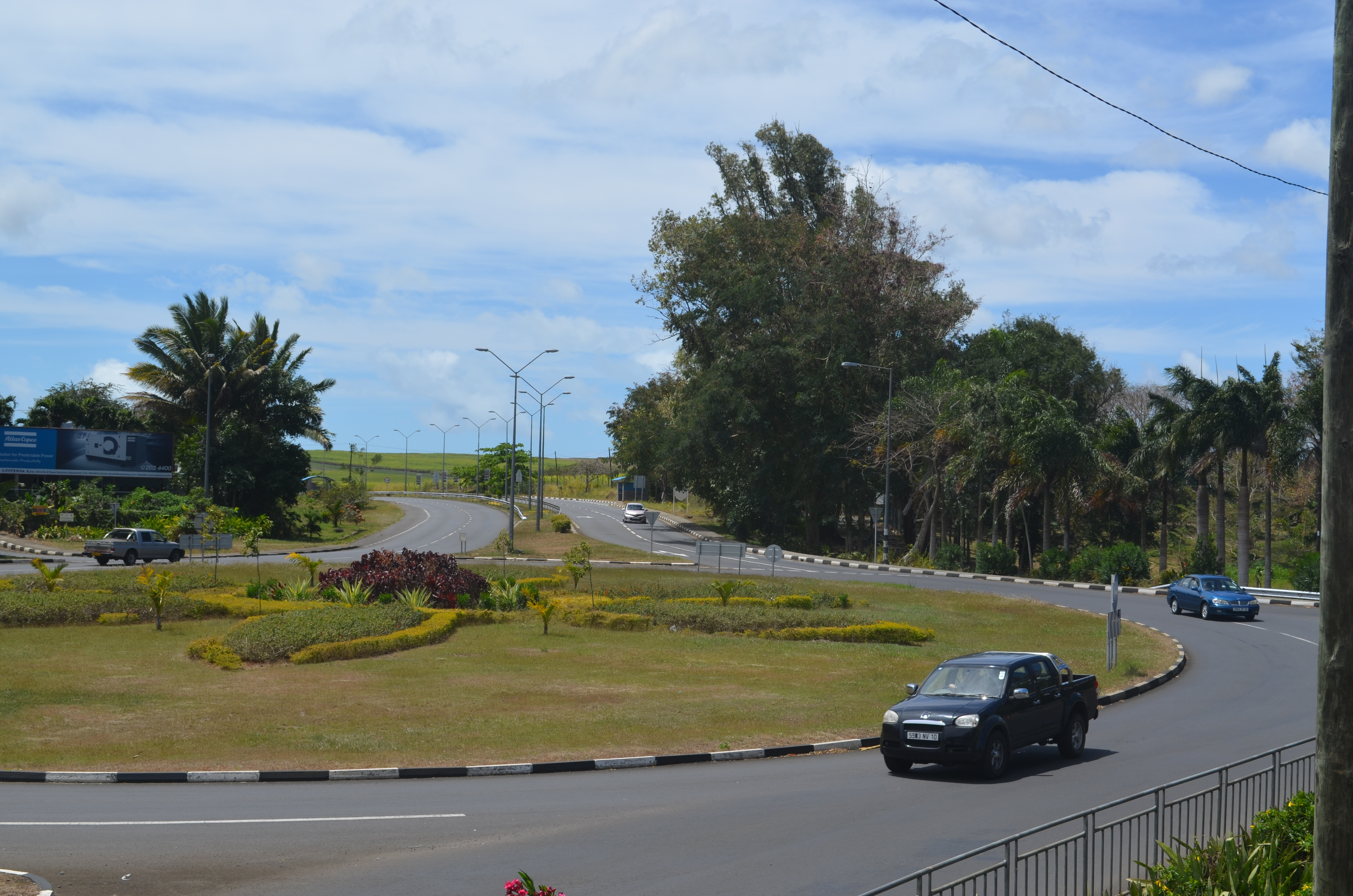
M2, Kreisel bei Pamplemousses

Das Fernstraßennetz auf Mauritius besteht aus drei Fernstraßen M1, M2 und M3.
Die Fernstraßen sind das Rückgrat des Straßenverkehrs auf Mauritius (ein Schienenverkehr auf Mauritius besteht nicht mehr). Die M1 und M2 verbindet Grand Baie im Norden mit der Hauptstadt Port Louis und dem Flughafen nach Mahébourg im Süden der Insel. Die M1 im Süden ist 47 km, die M2 im Norden ist 23 km lang. Mit der M3 ist eine Verbindung zwischen Nord und Süd hinzugekommen, die den Großraum Port Louis großräumig umfährt.

## Ausbaustand
Die Fernstraßen sind durchgängig zweispurig (2 Fahrbahnen mit 3,5 Meter Breite und ein Standstreifen von 2 Meter Breite), jedoch nicht kreuzungsfrei angelegt. Anstelle von Autobahnabfahrten bilden eine Vielzahl von Kreisverkehren die Verknüpfung mit dem restlichen Straßennetz. In der Rush Hour wird der Verkehr in den wichtigsten Kreiseln rund um Port Louis von Polizisten geregelt.
In Port Louis verläuft die Fernstraße als Stadtautobahn. Sie trennt den Hafen von der eigentlichen Stadt und ist daher im Stadtbereich mit zwei Fußgängerunterführungen versehen. Außerhalb von Port Louis bestehen Fußgängerbrücken, die ein gefahrloses Überqueren der Straße erlauben. Die Fernstraße wird von Expressbussen genutzt, die die Hauptorte der Insel verbinden. Die dazugehörigen Haltestellen befinden sich am Rande der Fernstraße.

## Geschichte
In den 1970er Jahren entstand als erster Schritt eine 29 km lange Fernstraße zwischen Pamplemousses im Norden, Port Louis und Phoenix im Landesinneren. Die Fortsetzung der Fernstraße nach Süden wurde in vier Bauabschnitte unterteilt. 1988 waren die ersten beiden Bauabschnitte fertiggestellt. Nun ging die Fernstraße bis La Vigie-Nouvelle France. 1990 folgten die Bauabschnitte bis zum Flughafen und Mahébourg.
2013 wurde die 26 km lange M3 fertiggestellt, die den Großraum Port Louis umgeht.

## Autobahnverwaltung
Für den Betrieb und die Unterhaltung der Fernstraßen ist das Ministry of Public Infrastructure, National Development Unit, Land Transport & Shipping zuständig.